# BMW X4
BMW X4 är en serie mindre SUV:ar, tillverkade av den tyska biltillverkaren BMW. 

## F26 (2014-18)
Se vidare under huvudartikeln BMW F26.

## G02 (2018- )
Se vidare under huvudartikeln BMW G02.

## Bilder

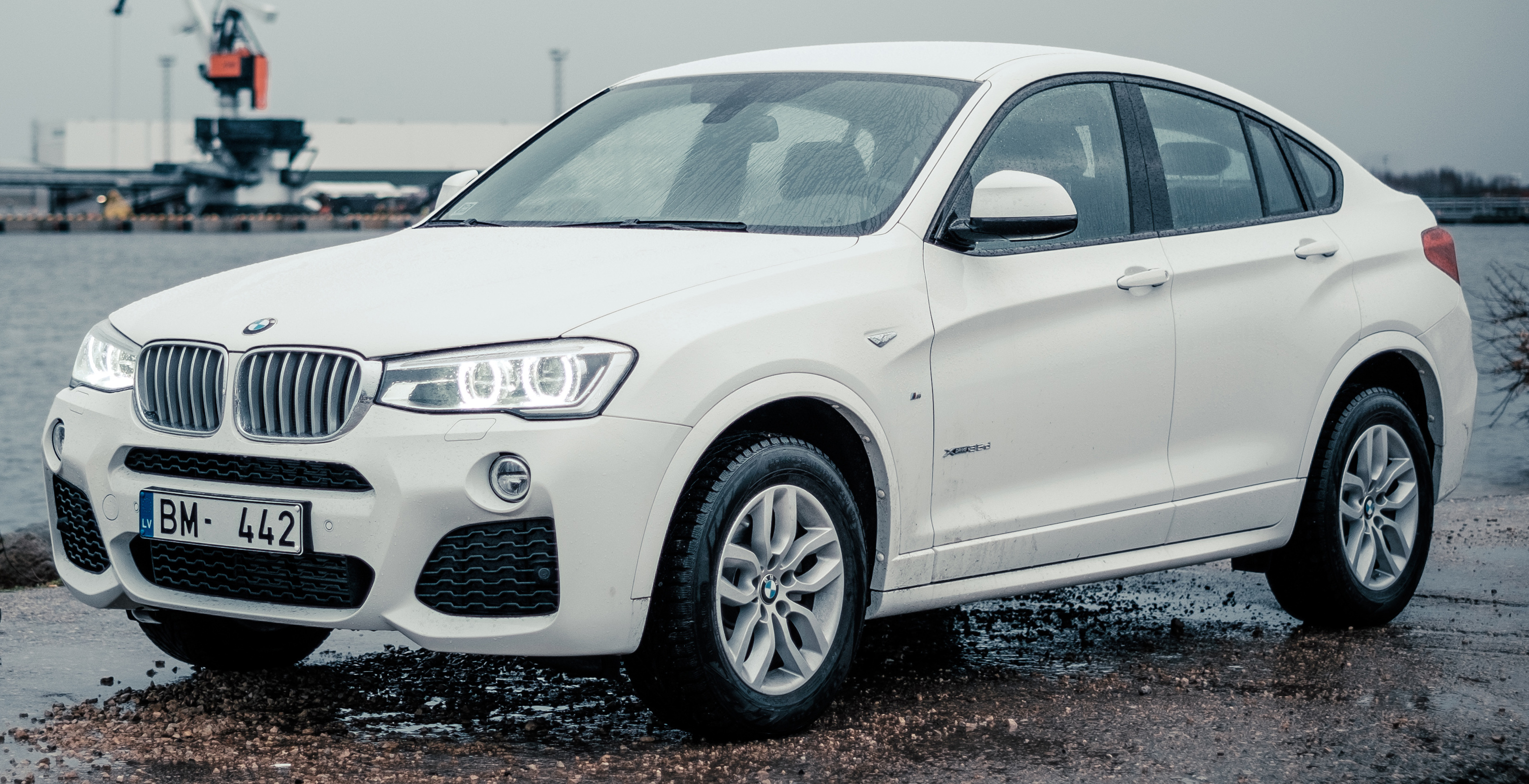
BMW F26.
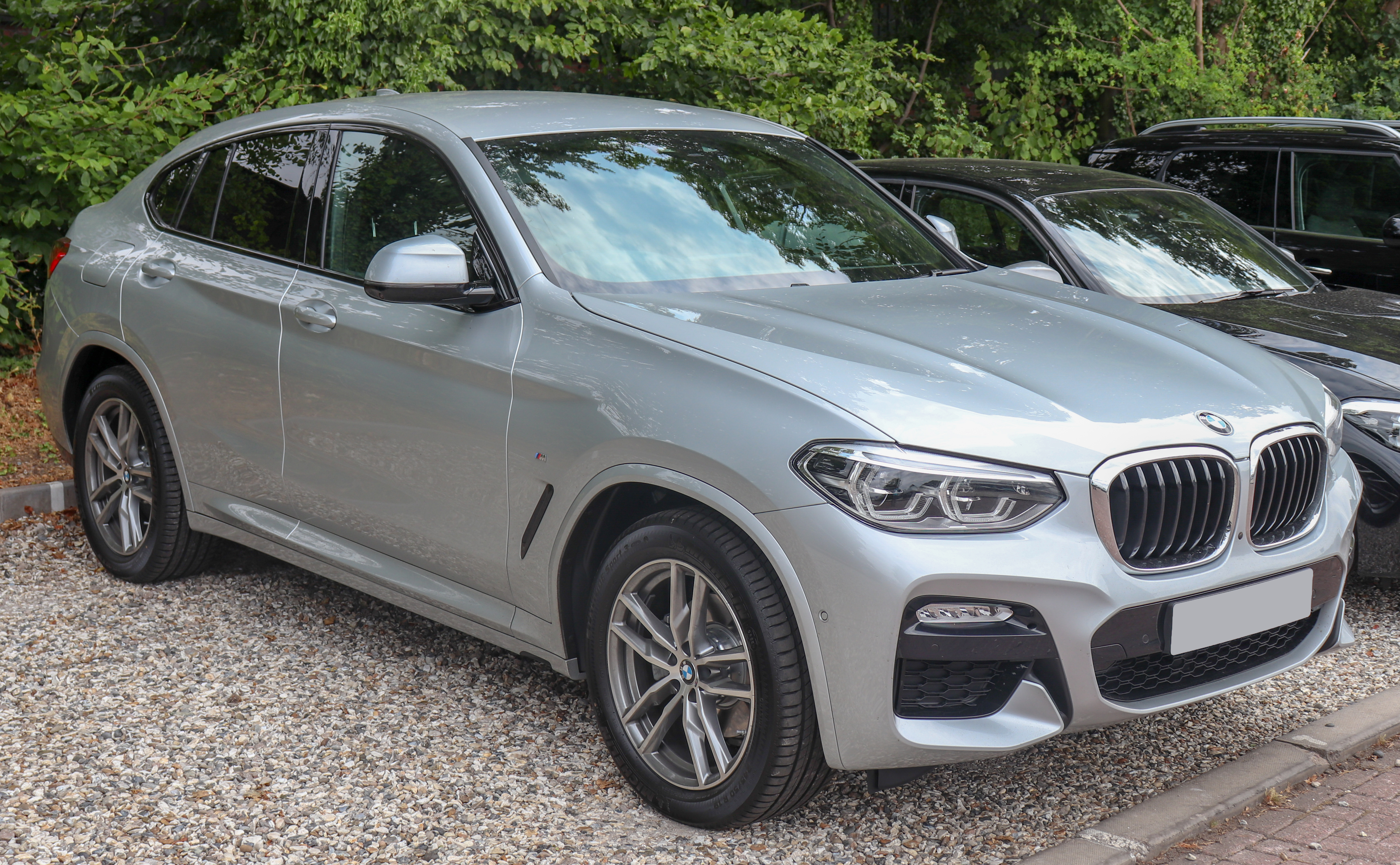
BMW G02.